# Valleys of Neptune
 Valleys Of Neptune es el undécimo álbum de estudio póstumo de la leyenda del rock psicodélico Jimi Hendrix. Lanzado el 9 de marzo de 2010 en Estados Unidos, cuenta con 12 grabaciones inéditas de estudio, incluyendo la canción homónima del álbum (una de las grabaciones de Hendrix más buscadas). Los temas del álbum son en gran parte autoproducidos por Hendrix, y recibió la producción póstuma extra de Janie Hendrix (hermanastra de Jimi Hendrix), Eddie Kramer y John McDermott de Experience Hendrix, LLC. Grabado en 1969 tras la publicación de Electric Ladyland, en Valleys of Neptune predomina la formación original de The Jimi Hendrix Experience: el vocalista y guitarrista Jimi Hendrix, el bajista  Noel Redding y el baterista Mitch Mitchell. 
El primer sencillo lanzado del álbum fue "Valleys of Neptune" el 1 de febrero de 2010, seguido por "Bleeding Heart" el 1 de marzo; para ambas canciones fueron producidos videos musicales.

## Antecedentes
La mayoría de los temas que figuran en Valleys of Neptune fueron grabados a principios de 1969, mientras Hendrix estaba experimentando con las canciones de su cuarto álbum, tras el exitoso lanzamiento de Electric Ladyland en septiembre de 1968. Numerosas versiones de la mayoría de las "inéditas" grabaciones presentes en el álbum fueron lanzadas de una u otra forma antes, si bien en ocasiones en una calidad inferior o versiones distintas, ya sea de manera oficial o no oficial.

## Recepción
Escribiendo para el sitio web de música MusicRadar.com, el crítico Bosso Joe realizó un examen pista por pista de Valleys Of Neptune, un álbum que describió como "uno de los mejores álbumes de 2010". La crítica de Ludovic Hunter-Tilney en el Financial Times fue igualmente positiva, adjudicándolo como un álbum de cuatro estrellas (de una calificación máxima de cinco) y lo describió como "un corte por encima de los muchos trabajos póstumos lanzados en nombre de Jimi Hendrix|Hendrix." Ann Powers en el Los Angeles Times galardonó al álbum con "Dos estrellas y media (de cuatro)", resumiendo su revisión diciendo: "Los fans se quedarán fascinados por estos riffs de blues con  The Jimi Hendrix Experience, pero este álbum de material inédito no transmite mucho de lo que era desconocido ".

## Carátula del álbum
La carátula del álbum se basa en una pintura que Jimi hizo de sí mismo en 1957. «Él pasó por una fase haciendo acuarelas en la escuela y este fue uno de los 110 dibujos que nuestro padre conservó. Cuando lo ví me gritó "Valleys of Neptune", así que sabíamos que lo debíamos utilizar para este proyecto», dijo su hermanastra, Janie. La portada del álbum es una mezcla de su pintura y una fotografía de Linda McCartney de él con un tinte azul.

## Lista de canciones
Todos los temas fueron escritos y compuestos por Jimi Hendrix, excepto "Bleeding Heart" de Elmore James y "Sunshine of Your Love" de Pete Brown, Jack Bruce y Eric Clapton
| N.º   | Título | Duración |  |
| 61:40 |        |          |  |

| N.º   | Título                        | Duración |  |
| 13.   | «Slow Version» (instrumental) | 4:56     |  |
| 14.   | «Trash Man» (instrumental)    | 7:23     |  |
| 73:59 |                               |          |  |

## Detalles de grabación
Todos los detalles de la grabación están incluidos en el folleto de Valleys of Neptune, [2], excepto para los temas adicionales ("Slow Version" y "Trash Man"), que están listadas en el interior del Digipak detrás del CD.
| N.º | Tema                              | Fecha(s)                 | Estudio(s)                                             | Detalles                    | Ref(s).              |
| --- | --------------------------------- | ------------------------ | ------------------------------------------------------ | --------------------------- | -------------------- |
| 1   | "Stone Free"                      | 7 de abril de 1969       | Record Plant Studios, Ciudad de Nueva York, Nueva York | Grabación maestra           | [ 10 ] [ 11 ]        |
| 1   | "Stone Free"                      | 9 de abril de 1969       | Record Plant Studios, Ciudad de Nueva York, Nueva York | Guitarra y voz superpuestas | [ 10 ] [ 11 ] [ 12 ] |
| 1   | "Stone Free"                      | 14 de abril de 1969      | Record Plant Studios, Ciudad de Nueva York, Nueva York | Guitarra y voz superpuestas | [ 10 ] [ 11 ]        |
| 1   | "Stone Free"                      | 17 de mayo de 1969       | Record Plant Studios, Ciudad de Nueva York, Nueva York | Grabación adicional         | —                    |
| 2   | "Valleys of Neptune"              | 23 de septiembre de 1969 | Record Plant Studios, Ciudad de Nueva York, Nueva York | Grabación maestra           | [ 13 ]               |
| 2   | "Valleys of Neptune"              | 15 de mayo de 1970       | Record Plant Studios, Ciudad de Nueva York, Nueva York | Grabación adicional         | [ 14 ] [ 15 ]        |
| 3   | "Bleeding Heart"                  | 24 de abril de 1969      | Record Plant Studios, Ciudad de Nueva York, Nueva York | Toda la grabación           | [ 16 ] [ 17 ]        |
| 4   | "Hear My Train a Comin'"          | 7 de abril de 1969       | Record Plant Studios, Ciudad de Nueva York, Nueva York | Toda la grabación           | [ 10 ] [ 11 ]        |
| 5   | "Mr. Bad Luck"                    | 5 de mayo de 1967        | Olympic Studios, Londres, Inglaterra                   | Toda la grabación original  | —                    |
| 5   | "Mr. Bad Luck"                    | 5 de junio de 1987       | Air Studios, Londres, Inglaterra                       | Bajo y batería superpuestos | —                    |
| 6   | "Sunshine of Your Love"           | 16 de febrero de 1969    | Olympic Studios, Londres, Inglaterra                   | Toda la grabación           | [ 18 ] [ 19 ]        |
| 7   | "Lover Man"                       | 16 de febrero de 1969    | Olympic Studios, Londres, Inglaterra                   | Toda la grabación           | [ 18 ] [ 19 ]        |
| 8   | "Ships Passing Through the Night" | 14 de abril de 1969      | Record Plant Studios, Ciudad de Nueva York, Nueva York | Toda la grabación           | [ 10 ] [ 20 ]        |
| 9   | "Fire"                            | 17 de febrero de 1969    | Olympic Studios, Londres, Inglaterra                   | Toda la grabación           | [ 21 ] [ 22 ]        |
| 10  | "Red House"                       | 17 de febrero de 1969    | Olympic Studios, Londres, Inglaterra                   | Toda la grabación           | [ 21 ] [ 22 ]        |
| 11  | "Lullaby for the Summer"          | 7 de abril de 1969       | Record Plant Studios, Ciudad de Nueva York, Nueva York | Toda la grabación           | [ 10 ] [ 11 ]        |
| 12  | "Crying Blue Rain"                | 16 de febrero de 1969    | Olympic Studios, Londres, Inglaterra                   | Toda la grabación           | [ 18 ] [ 19 ]        |
| 12  | "Crying Blue Rain"                | 5 de junio de 1987       | Air Studios, Londres, Inglaterra                       | Bajo y batería superpuestos | —                    |

Temas Adicionales
| N.º | Tema           | Fecha                 | Estudio                                            | Detalles          | Ref. |
| --- | -------------- | --------------------- | -------------------------------------------------- | ----------------- | ---- |
| 13  | "Slow Version" | 14 de febrero de 1969 | Olympic Studios, Londres, Inglaterra               | Toda la grabación | —    |
| 14  | "Trash Man"    | 3 de abril de 1969    | Olmstead Studios, Ciudad de Nueva York, Nueva York | Toda la grabación | —    |

## Personal
| Músicos Principales - Jimi Hendrix – voz, guitarra, producción en todos los temas excepto en el 5, pintura de la carátula. - Mitch Mitchell – batería en todos los temas excepto el 3 - Noel Redding – bajo en todos los temas excepto 1, 2 y 3; voz en el tema 9 - Billy Cox – Bajo (instrumento musical)\|bajo]] en los temas 1, 2 y 3. Músicos Adicionales - Rocki Dzidzornu – percusión en los temas 6 y 12 - Roger Chapman – coros en el tema 1 - Andy Fairweather Low – coros en el tema 1 - Juma Sultan – percusión en el tema 2 - Rocky Isaac – batería en el tema 3 - Chris Grimes – pandereta en el tema 3 - Al Marks – maracas en el tema 3 | Personal de Producción Original - Eddie Kramer – producción póstuma, mezcla de audio, ingeniero de audio en los temas 1, 2, 5 y 14 - Chas Chandler – producción en el tema 5 - George Chkiantz – ingeniero de audio en los temas 6, 7, 9, 10, 12 y 13 - Gary Kellgren – ingeniero de audio en los temas 1, 3 y 8 - Jack Adams – ingeniero de audio en el tema 2 Posthumous production personnel - Janie Hendrix – producción - John McDermott – producción - Chandler Harrod – asistente de ingeniero de audio - Rick Kwan – ingeniero de audio adicional - Derik Lee – ingeniero de audio adicional - Charlie Stavish – ingeniero de audio adicional - Aaron Walk – ingeniero de audio adicional - George Marino – ingeniero de Masterización | Personal Gráfico - Phil Yarnall – diseñador gráfico - Linda McCartney – fotografía de la portada - James Davenport – fotografía de la contraportada, fotografía del folleto - Jerry Schatzberg – fotografía del folleto - Jonathan Stathakis – fotografía del folleto - Graham F. Page – booklet photography - John Sullivan –fotografía del folleto - Ulvis Alberts – fotografía del folleto - Willis Hogan Jr. – fotografía del folleto - Peter Riches – fotografía del folleto |

## Detalles del lanzamiento
| País           | Fecha               | Discográfica        | Formato        | Catálogo     | Ref.          |
| -------------- | ------------------- | ------------------- | -------------- | ------------ | ------------- |
| Benelux        | 5 de marzo de 2010  | Sony Music          | CD             | 886976405625 | [ 23 ]        |
| Alemania       | 5 de marzo de 2010  | Sony Music          | CD             | 886976405625 | [ 24 ]        |
| Reino Unido    | 8 de marzo de 2010  | Sony Music          | CD             | 88697640562  | [ 25 ]        |
| Francia        | 8 de marzo de 2010  | Strategic Marketing | CD             | —            | [ 26 ]        |
| Estados Unidos | 9 de marzo de 2010  | Legacy Recordings   | CD             | 8869764056   | [ 27 ]        |
| Estados Unidos | 9 de marzo de 2010  | Legacy Recordings   | Doble LP álbum | 88697640591  | [ 28 ] [ 29 ] |
| Japón          | 10 de marzo de 2010 | Sony Music          | CD             | SICP2662     | [ 30 ]        |

### Posiciones en las listas
| Billboard 200           | 4  |                     |    |
| US Rock Albums          | 2  |                     |    |
| Australian Albums Chart | 8  |                     |    |
| Swedish Albums Chart    | 7  | Polish Albums Chart | 23 |
| Hungarian Albums Chart  | 11 |                     |    |